# Manikeni
Manikeni é um Moçambicano sítio arqueológico, cerca de 52 km a oeste da cidade costeira de Vilanculos. O sítio arqueológico data do século XII ao século XVII. Acredita-se ter a tradição arquitectónica do Grande Zimbábue, que se distingue por paredes de pedra sem argamassa, e que pode ter feito parte também do famoso Império de Mwene Mutapa. A semelhança entre complexo central de pedra e o estilo do Zimbábue sugere que esta Manikeni esteja culturalmente relacionada com o império.
Hoje o local está coberto pela erva Cenchrus Ciliaris, commumente encontrada no Zimbabué mas não em Moçambique. Isso sugere que a erva foi introduzida, juntamente com o gado do Zimbábue. O local está localizado a 350 km do Grande Zimbabwe, a capital de um império grande e pré colonial ativo pelo menos entre os séculos XI e XV. Foi sugerido que apenas a elite governante em Manyikeni consumia carne de vaca, uma vez que foram encontrados ossos bovinos apenas na parte central do local. As classes mais baixas, que moravam na periferia, alimentavam-se se caprinos e ovinos. A presença de um grande número de contas de vidro e conchas no local levaram à especulação a população fazia muito comércio com a população costeira de Chibuene.
Manikeni pode ser acessada através de Vilanculos seguindo-se pela Estrada Nacional Número 1 e depois viajando-se 30 km para sul. Na pequena cidade de Mapinhane, vira-se à direita e segue-se 29 km para oeste. Um pequeno sinal mostra a entrada de um atalho que segue 3 km antes de se chegar à ruína.

## Visão geral do local
Manikeni encontra-se na planície costeira do Oceano Índico a leste, sendo uma das únicas representações da tradição zimbabueana consideravelmente próxima à costa, enfatizando o papel do local no comércio costeiro local. Além disso, o local parece ter tido uma relação comercial importante com outro localizado a 50 km, Chibuene, um posto da rede comercial do Oceano Índico desde o fim do primeiro milénio da nossa era até 1700. A ocupação do local iniciou cerca de 1200 n.e. e durou até 1700 n.e.. Este período de ocupação é normalmente dividido em três sub-períodos: 1200 n.e., no qual a muralha de pedra estava em construção; 1200-1450 n.e., que consiste na altura de ocupação; e 1700 n.e., em que o local foi abandonado. A muralha de pedra foi escavada pela primeira vez entre 1975 e 1976, logo depois da independência de Moçambique pelo Centro de Estudos Africanos da Universidade Eduardo Mondlane e o Instituto Britânico na África Oriental, até 1978. A pesquisa, neste período, determinou que o local era uma comunidade agrícola posterior à Idade do Ferro da tradição do Grande Zimbábue,  potencialmente usado como um posto avançado de comércio com Chibuene.

## Muralha de pedra
A característica mais marcante do local é a muralha de pedra semelhante à da tradição do Grande Zimbábue. A muralha tem 20 metros de diâmetro e 50 cm de altura, sendo muito menor do que o invólucro do Grande Zimbábue. A muralha de pedra foi construída sem argamassa de forma similar ao Grande Zimbábue, denotando associação com a tradição. A construção foi realizada com calcário, diferentes das outras do Grande Zimbábue, feitas de granito. Isso ocorreu devido à maior disponibilidade de calcário na região, tal como nos outros complexos do do Grande Zimbábue, onde foram usados recursos locais em vez de se importar as pedras. Granito era o material de construção mas maleável da tradição do Grande Zimbábue, enquanto o calcário de Manikeni era mais difícil de se moldar para a produção dos blocos de construção. Como resultado, o uso do calcário foi parcialmente responsável pelas pedras mais pequenas características da sua muralha.

## O estatuto de Património mundial
Este local foi adicionado à Lista Provisória do Património Mundial da UNESCO, em 15 de setembro de 1997, na categoria cultural.

## References
1. ↑  «Manyikeni – Vilanculos Ruins». Mozaic Travel. Consultado em 3 de agosto de 2012
2. ↑  Macamo, Solange (2006). Privileged Places in South Central Mozambique: The Archaeology of Manyikeni, Niamara, Songo, and Degue-Mufa. Uppsala University: African and Comparative Archaeology. p. 153
3. ↑  «Manyikeni». Cyclopaedia. Consultado em 5 de dezembro de 2014. Arquivado do original em 18 de dezembro de 2014
4. ↑  Macamo, Solange (2006). Privileged Places in South Central Mozambique: The Archaeology of Manyikeni, Niamara, Songo, and Degue-Mufa. Uppsala University: African and Comparative Archaeology. p. 152